# Eleonora Słobodnikowa

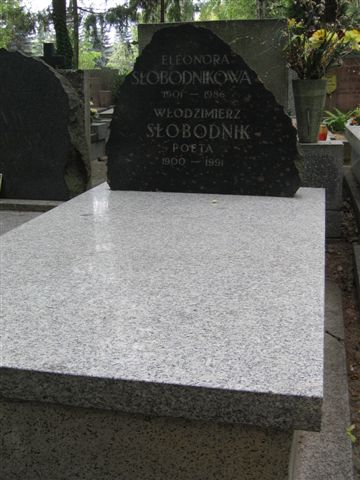
Nagrobek Eleonory i Włodzimierza Słobodników na Cmentarzu Wojskowym na Powązkach w Warszawie, 30 lipca 2006

Eleonora Słobodnikowa (ur. 22 maja 1901 w Zamościu, zm. 19 czerwca 1986 w Warszawie) – polska tłumaczka literatury pięknej.
Studiowała filologię polską na Uniwersytecie Warszawskim. W okresie II wojny światowej przebywała wraz z mężem we Lwowie i Uzbekistanie.
Po wojnie była tłumaczką literatury rosyjskiej i radzieckiej (m.in.: Lew Tołstoj, Aleksandr Hercen, Aleksandr Fadiejew), także ukraińskiej (m.in. Taras Szewczenko).
Żona poety i tłumacza Włodzimierza Słobodnika.
Pochowana na Cmentarzu Wojskowym na Powązkach w Warszawie (kwatera A23-3-23).

## Tłumaczenia (wybór)
- Lew Tołstoj, Kozacy i inne opowiadania („Z pism Lwa Tołstoja”; Państwowy Instytut Wydawniczy 1954)
- Jelizawieta Drabkina, Opowieść o nienapisanej książce
- Aleksandr Fadiejew, Powódź i inne opowiadania (przedmowa: Ludwik Bohdan Grzeniewski; Książka i Wiedza 1974)
- Aleksandr Czakowski, Blokada [T. 4] (Książka i Wiedza 1975)
- Aleksandr Czakowski, Blokada [T. 5, vol. 1-2] (Książka i Wiedza 1979)
- Lew Tołstoj, Dzieciństwo; Lata chłopięce; Młodość; Opowiadania sewastopolskie; Sonata Kreutzerowska; Zamieć; Trzy śmierci; Dwaj huzarzy („Dzieła wybrane”; wespół z Wacławem Rogowiczem, Pawłem Hertzem, Tadeuszem Łopalewskim, Kazimierzem Truchanowskim; Państwowy Instytut Wydawniczy 1979)
- Lew Tołstoj, Zmartwychwstanie; Hadżi-Murat; Kozacy („Dzieła wybrane”; wespół z Wacławem Rogowiczem, Czesławem Jastrzębcem-Kozłowskim; Państwowy Instytut Wydawniczy 1979)
- Lew Tołstoj, Szczęście rodzinne (opowiadania; seria: „Koliber” [73]; Książka i Wiedza 1982)
- Lew Tołstoj, Sonata Kreutzerowska (opowiadania; seria: „Koliber” [100]; wespół z Marią Leśniewską; Książka i Wiedza 1987, ISBN 83-05-11683-2)
- Lew Tołstoj, Sonata Kreutzerowska. Opowiadania wybrane (opowiadania; wespół z Jadwigą Dmochowską i Marią Leśniewską; Wydawnictwo Literackie 1995, ISBN 83-08-02588-9)